# Georg Hackmann
Georg Hackmann (* 25. Januar 1903 in Lüdersburg im Landkreis Lüneburg; † 21. August 1975 in Wiesbaden) war ein deutscher Oberlandforstmeister.

## Leben
Georg Hackmann war ein Sohn des Pastors Georg Hackmann und dessen Ehefrau Anna Hampe. Nach dem Abitur am Johanneum Lüneburg im Jahre 1921 studierte er bis 1922 Rechts- und Staatswissenschaften an der Philipps-Universität Marburg  und von 1922 bis 1925 Forstwissenschaft an der Königlich Preußischen Forstakademie Hannoversch Münden sowie an der Justus-Liebig-Universität Gießen.
1925 zum Forstreferendar ernannt, folgte 1928 das Große Staatsexamen mit anschließender Tätigkeit als Assistent am Waldbauinstitut der Hochschule in Hannoversch Münden.
1930 promovierte er  mit der Dissertation Phosphorsäuregehalt von Waldböden und Fichtenwachstum zum Dr. phil. und wechselte im Jahr darauf zur Oberförsterei Burgjoß im Spessart, dessen Leiter er wurde. Bereits 1845 wurde für das Revier Burgjoß, das zur damaligen Zeit zur Königlich Bayrischen Forstverwaltung gehörte, eine Anweisung mit folgendem Inhalt erlassen: „Der Anbau des Nadelholzes ist untergeordnet und dient nur an Stellen, wo das edlere Laubholz kein Gedeihen mehr verspricht, momentan als Mittel zur Bodenverbesserung und einstigen Rückkehr zur Laubholzwirtschaft.“
Die nachfolgenden Förstergenerationen, darunter auch Hackmann, haben sich nicht an diese Empfehlungen gehalten und eine einseitige Fichten-Monokultur geschaffen, deren negative Folgen bis in die heutige Zeit wirken. Hackmann, der  diese fatale Entwicklung mit vorangetrieben hatte, wurde sogar mit einem Denkmal geehrt; es steht inmitten monotoner, naturferner Fichtenkunstforste.
Nach dem Zweiten Weltkrieg übernahm er zusätzlich das Waldbaureferat in der hessischen Landesforstverwaltung in Wiesbaden.
Darüber hinaus hatte er von 1947 bis 1949 einen Lehrauftrag an der Hochschule in Hannoversch Münden.
Bevor er 1966 zum Oberlandforstmeister aufstieg, war er Oberforstmeister (1953), Oberforstrat (1956) und Landforstmeister (1959).
Von 1959 bis 1968 leitete er die Forstabteilung bei der Bezirksregierung Wiesbaden.
Zum 31. Januar 1968 trat Hackmann in den Ruhestand.

### Schriften
- 1931 Die forstlich wichtigsten Klimazahlen von Deutschland
- 1938 Pferdekraft und Motorkraft beim Holztransport
- 1953 Hunting in the world

### Öffentliche Ämter
- 1949 bis 1959 Landesbeauftragter für die forstliche Standortschätzung und -kartierung in Hessen (nebenamtlich)